# Jacques Daliwe
 (septembre 2020).
 (septembre 2020).
Jacques Daliwe (Jaques Daliwe) est un miniaturiste flamand, actif à Paris entre 1380 et 1420. 
Sa seule œuvre connue est un livre de dessins sur bois, aujourd'hui conservé à la Bibliothèque d'État de Berlin (sous le nom de Liber Picturatus A74), avec des études d'expressions faciales et quelques scènes bibliques plus complètes (dont une Annonciation, un Couronnement de Marie et une Douleur du Christ). Il aurait été actif entre 1380 et 1416,, tandis que la littérature entourant ce carnet de croquis date ce dernier de la période 1400-1420.
Il pourrait avoir travaillé à la cour du duc de Berry, et certains de ses dessins réutilisent des compositions des Frères de Limbourg.

## Le carnet de croquis
Le carnet de croquis contient 12 panneaux de buis de 88 sur 130 mm avec 22 scènes peintes. Sur le premier dessin, un nom est écrit en bas: « Jaques Daliwe ». Les dessins sont très différents par le thème, la composition et le style, mais on pense qu'ils ont été exécutés par un seul artiste,. Le dessinateur a utilisé des marqueurs au plomb et à la pointe d'argent pour les dessins réalisés sur des panneaux de buis. Ils ont d'abord été poncés et préparés avec du gesso à base de farine d'os. Les dessins sont parfois rehaussés de coups de pinceau. Les halos sont colorés avec de la peinture dorée,.
Douze des dessins consistent en une seule scène religieuse ou profane, y compris un dessin avec deux évangélistes dans un scriptorium, une Annonciation, une Visitation de la Vierge, un couronnement de la Vierge et une flagellation du Christ. Il y a des dessins de pèlerins près d'une ville, sur une rivière, un ermite devant sa cellule, un tueur de dragon, une figure chevauchant un griffon, un aigle et un cygne et un fermier avec une paire de bœufs. Quatre feuilles contiennent des études de têtes de personnes d'origines différentes, Européens, Africains et Asiatiques.
Le contenu est très hétérogène et donne divers exemples du style qui était courant ou émergeant à l'époque où le livre a été réalisé. Un exemple de ceci est un dessin de la flagellation du Christ, dans lequel pratiquement tous les personnages peuvent être trouvés dans la même scène de deux livres d'heures différents illustrés par les Frères de Limbourg, l'un conservé par The Cloisters à New York et l'autre dans la collection du comte Seilern à Londres. Les personnages sont représentés presque exactement en détail comme dans les œuvres originales, mais le style est complètement différent. Les Frères de Limbourg représentent des gens élégants et raffinés mais sans émotions authentiques, alors qu'avec Daliwe le dessin est plein de vie et de mouvement et les traits du visage sont hautement personnalisés afin que les bourreaux ressemblent vraiment à des bourreaux.
Les dessins peuvent être divisés stylistiquement en quatre groupes. Un premier groupe comprend des dessins qui peuvent être liés à Jacquemart de Hesdin et André Beauneveu, un second comprend des dessins naturalistes liés aux miniatures du Livre de chasse de Gaston Fébus (vers 1405-1410 ; Paris, Bibliothèque nationale de France MS. 616) ; il y a aussi les esquisses qui peuvent être associées à l'œuvre des Frères de Limbourg et enfin des dessins dans le style habituel à la cour de France vers 1420.

## Autres travaux
Jacques Daliwe aurait travaillé à la cour de Jean de Berry et Helga Kreuter-Eggemann (de), dans son livre Das Skizzenbuch des Jaques Daliwe, lui attribue les miniatures de l'illumination des Heures du Saint-Esprit dans Les Très Belles Heures de Notre-Dame. Cette hypothèse est rejetée par Köllner, Jenni et Meiss. Köllner et Jenni le placent en Flandre, principalement en raison du réalisme de son style, qui était beaucoup plus élaboré que celui d'autres artistes travaillant à la cour de France à l'époque.
Mojmir S. Frinta (cs), dans sa discussion sur l'œuvre de Helga-Kreuter-Eggemann, suggère la possibilité que Daliwe puisse être identifié avec le Maître de Rohan, avec Jacob Coene (nl) de Bruges ou avec le Maître de Luçon.